# Lamborghini Jarama

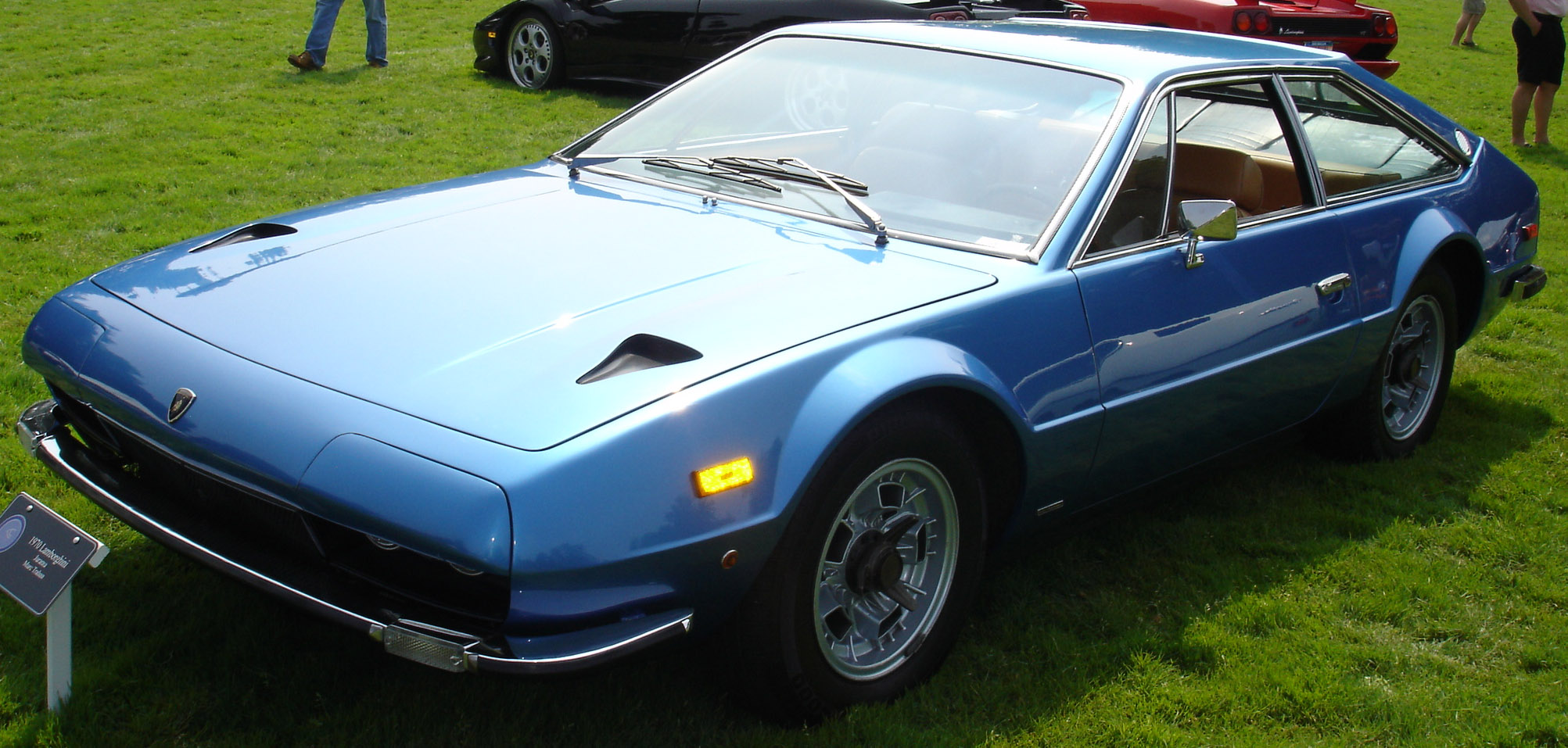
Lamborghini Jarama

De Lamborghini Jarama was een model sportwagen van de Italiaanse autobouwer Lamborghini.
De in 1970 voorgestelde Jarama was de opvolger van de Islero S. De auto, ontworpen door Marcello Gandini, werd gebouwd op een verkort Espada-chassis. De auto was zwaarder dan de Espada en, belangrijker, minder goed afgewerkt, waardoor slechts 177 stuks geproduceerd werden. Nadat Lamborghini enkele klachten had ontvangen over de Jarama besloten ze een Jarama S te bouwen, deze had een betere motor namelijk met 365 pk en nieuwe velgen, een vernieuwd interieur en een "hood scoop". Er zijn er maar 150 stuks van gemaakt.
De auto is niet vernoemd naar een Spaans circuit, zoals vaak (onjuist) aangenomen wordt, maar naar een streek in Spanje waar vechtstieren werden gefokt. 
Huidige modellen:
Huracán ·
Aventador ·
Urus
Uitvoeringen Lamborghini Gallardo:
Coupé ·
SE ·
Spyder ·
Superleggera ·
LP560-4 ·
LP560-4 Spyder ·
LP550-2 Valentino Balboni ·
LP570-4 Superleggera
Uitvoeringen Lamborghini Murciélago:
Coupé ·
Roadster ·
40th Anniversary ·
LP640 ·
LP640 Roadster ·
LP650-4 Roadster ·
LP670-4 SV ·
Reventón ·
Reventón Roadster
Oudere modellen:
350 GT · 
400 GT · 
Miura · 
Espada · 
Flying Star II · 
Islero · 
Jarama · 
Urraco · 
Countach · 
Silhouette · 
Jalpa · 
LM002 · 
Diablo · 
Murciélago ·
Gallardo
Concepten:
Alar ·
Asterion ·
Athon ·
Estoque ·
Sesto Elemento ·
Portofino